# 캐피털 카고 인터내셔널
캐피털 카고 인터내서널(영어: Capital Cargo International Airlines)은 미국의 화물 항공사로 본사는 미국 플로리다주 올랜도에 위치해 있으며 1995년에 설립했다. 허브 공항으로 톨레도 익스프레스 공항, 마이애미 국제공항이 있으며 계열사는 미국의 화물 항공사인 ABX 에어와 에어 트랜스포트 인터내셔널이 있다.

## 보유 기종
- 2012년 3월 기준으로 캐피털 카고 인터내셔널은 다음과 같은 기종을 보유하고 있으며 평균 기령은 26.8년이다.[1]

| 기종            | 대수 |
| --------------- | ---- |
| 보잉 727-200F   | 9    |
| 보잉 757-200PCF | 3    |

## 같이 보기
- 미국의 없어진 항공사 목록